# Uganda (Schiff, 1943)
Die HMS Uganda (C66) war ein Leichter Kreuzer der Crown-Colony-Klasse (Ceylon-Gruppe), der zuerst von der britischen Royal Navy, später von der kanadischen Royal Canadian Navy als HMCS Uganda betrieben wurde und schließlich in HMCS Quebec umbenannt wurde.

## Royal Navy
Die Uganda wurde 1943 während des Zweiten Weltkriegs von der Royal Navy in Dienst gestellt. Nachdem das Schiff bis März 1943 Test- und Trainingsfahrten in Scapa Flow absolviert hatte, machte es seine ersten zwei Einsätze als Begleitschiff in einem Konvoi nach Sierra Leone. Der nächste Einsatz war eine Begleitfahrt für die Queen Mary über den Atlantik, die Winston Churchill nach Washington beförderte. Bei Argentia vor Neufundland wurde der Treibstoff knapp und das Schiff brach den Begleitschutz ab. Anschließend kehrte die Uganda zu einer Überholung nach Plymouth zurück.
Anschließend nahm sie im Mittelmeer an der Operation Husky, der Invasion von Sizilien und der Operation Avalanche, der Invasion des italienischen Festlands teil. Dort traf sie am 13. September vor Salerno eine von einer Maschine des Kampfgeschwaders 100 abgeworfene lenkbare 1,4-Tonnen-Gleitbombe vom Typ Fritz X steuerbords am Heck. Die Bombe durchschlug sieben Decks und den Rumpf, bevor sie explodierte und 16 Besatzungsmitglieder tötete und sieben weitere verwundete. Das Schiff wurde von der Narragansett im Schlepp nach Malta gebracht, wo es notdürftig repariert wurde. Da kein Trockendock mit entsprechenden Reparaturmöglichkeiten für eine volle Instandsetzung in der Nähe verfügbar war, wurde das Schiff in den Hafen der Marinebasis von Charleston in South Carolina geschickt, den sie am 27. November 1943 erreichte. Während der Reparatur wurde das Schiff von den Briten an die kanadische Marine abgetreten.

## Royal Canadian Navy
Unter kanadischer Führung wurde das Katapult für den Start von Supermarine-Walrus-Aufklärungsflugzeugen demontiert und durch Erholungsräume für die Besatzung sowie ein modernes Radar ersetzt. Das Schiff wurde am 21. Oktober 1944 wieder in Dienst gestellt und war nun das wohl modernste Schiff der Royal Canadian Navy und wurde mit einer Besatzung ausgewählter Offiziere versehen. Kapitän wurde Rollo Mainguy, der später Chief of Naval Staff wurde. Einer der Offiziere war John Robarts, späterer Premierminister von Ontario.
Die Uganda wurde am 31. Oktober 1944 von Halifax aus in den Pazifik entsendet, um die britische Flotte südlich der Sakishima-Inseln zu unterstützen. Sie fuhr via Sueskanal nach Fremantle in Australien, wo das 4. Kreuzer-Geschwader stationiert war. Sie nahm als einziges kanadisches Schiff am Kampf gegen die Kaiserlich Japanische Marine teil.
Aufgrund des Wahlversprechens von William Lyon Mackenzie King bei den Wahlen zum kanadischen Premierminister, dass nur Freiwillige am Krieg gegen Japan teilnehmen müssten, wurde am 7. Mai auf der Uganda eine Abstimmung abgehalten. Das Ergebnis war, dass zwei Drittel der Besatzung den weiteren Einsatz ablehnten. Die wegen dieser Nachricht aufgebrachten Briten verlangten, dass das Schiff mindestens bis zum 27. Juli seinen Dienst fortsetze. Die Kanadier boten ihrerseits die Prince Robert als Ersatz an, aber schließlich wurde die Uganda am 27. Juli von der Argonaut abgelöst. Das Schiff kehrte kurz vor dem Kriegsende nach Esquimalt in British Columbia zurück.

### HMCSQuebec
Am 1. August 1947 wurde die Uganda in den Reservestatus versetzt. Auf Grund des Koreakriegs wurde sie am 14. Januar 1952 als Quebec wieder in Dienst gestellt. Sie wurde an Kanadas Ostküste stationiert. 1953 wurde es zum Flaggschiff unter Konteradmiral Abel T. Bidwell, der eine Gruppe kanadischer Schiffe zur Marineparade in Spithead anlässlich der Krönungsfeierlichkeiten von Königin Elisabeth II. anführte. Das Schiff machte noch zwei Versorgungsfahrten nach Korea, bevor es 1956 endgültig außer Dienst gestellt wurde.